# キック・ストックホイセン

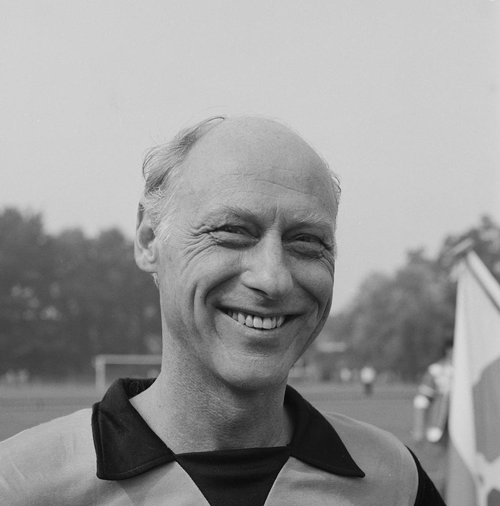
キック・ストックホイセン (1981)

キック・ストックホイセン（Kick Stokhuyzen、1930年10月7日 - 2009年1月12日）は、オランダのテレビ司会者、声優、政治家。
オランダ領東インド育ち。1945年に両親とともにオランダに渡る。
2009年1月12日、脳内出血により死去。78歳だった。
| スタブアイコン | サブスタブ | この項目は、まだ閲覧者の調べものの参照としては役立たない、声優（ナレーターを含む）に関連した書きかけの項目です。この項目を加筆・訂正などしてくださる協力者を求めています（P:アニメ/PJ:芸能人）。 |